# ファンタスティック・マック
『ファンタスティック・マック』（原題： Fleetwood Mac）は、フリートウッド・マックが1975年に発表したアルバム。Billboard 200の1位を記録した。
『ローリング・ストーン』誌が選んだ「オールタイム・グレイテスト・アルバム500」（2012年版）において182位にランクインした。

## 解説
1974年12月、フリートウッド・マックのフロントマンであったボブ・ウェルチが脱退し、バンドのメンバーは3人になった。その頃、あるスタジオで新アルバムの録音エンジニアのオーディションをしていたミック・フリートウッドとジョン・マクヴィーは、アルバムのエンジニア、キース・オルセンがオーディションに持ち込んだ作品によって当時「バッキンガム・ニックス」という名のデュオとして活動していたリンジー・バッキンガムとスティーヴィー・ニックスを知った。オルセンはザ・ミュージック・マシーンなるバンドのベース奏者だったが、この年に活動拠点をイギリスからアメリカに移していた。フリートウッドは、新たなメンバーとして2人にバンドへの参加を要請し、程なく2人はバンドに合流した。
新たな編成になったフリートウッド・マックは、バッキンガム、マクヴィー、ニックスの3人がソングライター、ボーカリストとしてバンドを引っ張るようになった。アルバムの録音は1975年1月から2月にかけて、ロサンゼルスのサウンド・シティ・スタジオで行われた。「オーヴァー・マイ・ヘッド」「リアノン」「セイ・ユー・ラヴ・ミー」の3曲がトップ20ヒットになり、アルバムは、フリートウッド・マック初のビルボード1位(1週/1976年9月4日付)を獲得した。ビルボードアルバムチャートにおいて、チャートインから58週目に1位になるという珍しい記録もある（ただしチャート1位の座にあったのは、わずかに1週間だった）。完成したアルバムを聞いたワーナー・ブラザースの幹部はアルバムの出来に興奮して25万枚売れるだろうと期待したのだが、予想は良い方に大きく外れ500万枚以上の売り上げを記録(RIAA認定)した。グループの音楽性はよりポップな方向へと変わった。
バンドの名前を冠したこの作品は、当時ラジオでコンスタントに流され、彼らが音楽界のスーパースターになる一因となった。それはシングルをラジオ向けに別ミックスした（ラジオで聞いたときに印象が強くなるようにした）ことが大きい。ラジオでのヘビープレイは、より有名な次のアルバム『噂』でも続いた。また、このアルバムを出す前にバンドは小さな会場からバンドの前座としてまで様々な環境でライブを行った。こうすることで先にファンをつかむことに成功した。

## 収録曲

### オリジナル版
Side 1
1. マンデイ・モーニング - Monday Morning (Lindsey Buckingham) - 2:48
リード・ボーカル：リンジー・バッキンガム
2. ウォーム・ウェイズ - Warm Ways (Christine McVie) - 3:53
リード・ボーカル：クリスティン・マクヴィー
3. ブルー・レター - Blue Letter (Richard Curtis, Michael Curtis) - 2:41
リード・ボーカル：リンジー・バッキンガム
4. リアノン - Rhiannon (Stevie Nicks) - 4:10
リード・ボーカル：スティーヴィー・ニックス
5. オーヴァー・マイ・ヘッド - Over My Head (C. Mcvie) - 3:38
リード・ボーカル：クリスティン・マクヴィー
6. クリスタル - Crystal (Nicks) - 5:12
リード・ボーカル：リンジー・バッキンガム

Side 2
1. セイ・ユー・ラヴ・ミー - Say You Love Me (C. Mcvie) - 4:10
リード・ボーカル：クリスティン・マクヴィー
2. ランドスライド - Landslide (Nicks) - 3:19
リード・ボーカル：スティーヴィー・ニックス
3. ワールド・ターニング - World Turning (C. McVie, Buckingham) - 4:24
リード・ボーカル：リンジー・バッキンガム、クリスティン・マクヴィー
4. シュガー・ダディ - Sugar Daddy (C. Mcvie) - 4:09
リード・ボーカル：クリスティン・マクヴィー
5. アイム・ソー・アフレイド - I'm So Afraid (Buckingham) - 4:30
リード・ボーカル：リンジー・バッキンガム

### 2004年リマスター版で追加された曲
1. ジャム＃2 - Jam #2 (Buckingham, C. Mcvie, John Mcvie, Mick Fleetwood) - 5:41*
2. セイ・ユー・ラヴ・ミー (シングル・ヴァージョン) - Say You Love Me (Single Version) (C. Mcvie) - 4:03
3. リアノン (シングル・ヴァージョン) - Rhiannon(Will You Ever Win) (Single Version) (Nicks) - 3:48
4. オーヴァー・マイ・ヘッド (シングル・ヴァージョン) - Over My Head (Single Version) (C. Mcvie) - 3:09
5. ブルー・レター (シングル・ヴァージョン) - Blue Letter (Single Version) (Richard Curtis, Michael Curtis) - 2:42*

*は未発表トラックを示す

## クレジット

### フリートウッド・マック
- スティーヴィー・ニックス - ボーカル
- リンジー・バッキンガム - ギター、ボーカル
- クリスティン・マクヴィー - キーボード、シンセサイザー、ボーカル
- ジョン・マクヴィー - ベース
- ミック・フリートウッド - ドラム、パーカッション

### 外部ミュージシャン
- ワディ・ワクテル - 「シュガー・ダディ」におけるリズムギター

## プロデュース
- プロデューサー：フリートウッド・マック、キース・オルセン
- エンジニア：キース・オルセン
- セカンドエンジニア：David Devore

## チャート
アルバム
| 年   | チャート      | 順位 |
| ---- | ------------- | ---- |
| 1976 | Billboard 200 | 1    |

シングル
| 年   | シングル                 | チャート                   | 順位 |
| ---- | ------------------------ | -------------------------- | ---- |
| 1976 | オーヴァー・マイ・ヘッド | ポップ・シングル           | 20   |
| 1976 | オーヴァー・マイ・ヘッド | アダルト・コンテンポラリー | 32   |
| 1976 | リアノン                 | ポップ・シングル           | 11   |
| 1976 | リアノン                 | アダルト・コンテンポラリー | 33   |
| 1976 | セイ・ユー・ラヴ・ミー   | ポップ・シングル           | 11   |
| 1976 | セイ・ユー・ラヴ・ミー   | アダルト・コンテンポラリー | 12   |